# Bernardo Piñango
Bernardo José Piñango  (n. Caracas, Venezuela; 9 de febrero de 1960) es un ex-boxeador venezolano. Obtuvo la medalla de plata en los XXII Juegos Olímpicos Moscú 1980 en la división peso gallo (menos de 54 kg). En su salto al boxeo profesional dejó un récord de 32 peleas, 25 triunfos,3 empates y solo 5 derrotas. Conquistó los títulos Mundiales AMB del peso gallo y supergallo

## Inicio en el Boxeo
El inicio de Piñango comenzó en la Urb. 23 de Enero de la Ciudad de Caracas, donde ingresa con tan solo 12 años al gimnasio El Libertador. Allí, un año después, tuvo su primer combate como amateur ante su compañero Carlos Piñango. La decisión de entrar al gimnasio la tuvo él, desde muy temprana edad, según sus propias palabras: 
- "Yo me la pasaba peleando en la escuela, entonces mi papá me decía que me iba a meter en un gimnasio, pero nunca lo hizo. Tuve que tomar la decisión de meterme a los 12 años, pero estaba muy pequeño. Mi papá siempre estuvo conmigo, me enseñaba los golpes. En ese entonces veía las peleas de Vicente Paul Rondón, George Foreman, Muhammad Alí. Me di cuenta que el boxeo se lleva en la sangre".[1]

A partir de ese momento, siguió entrenando hasta que fue convocado a la selección nacional.

## Trayectoria
Con sólo 19 años, Piñango llegó a estar entre los 11 boxeadores que viajaron a la Unión Soviética para representar a Venezuela en los Juegos Olímpicos de Moscú 1980.
La medalla de plata que consiguió en los Juegos Olímpicos de Moscú 1980 estuvo acompañada por un camino difícil, en tan solo 10 días (23 de julio al 2 de agosto), Piñango luchó contra cinco contrincantes en la categoría gallo, de 54 kg. Superó a Ernesto Alguera (Nicaragua) 4-1, Veli Koota (Finlandia) DQ 2, John Siryakibbe (Uganda) KO 2, Cipere Dumitre (Rumania) 3-2, hasta llegar a la final, perdiendo ante Juan Bautista Hernández (Cuba) 0-5.
Los últimos combates fueron los más duros de su carrera, ya que llegó a la última pelea con sutura de 10 puntos en la ceja y una mano lesionada. No obstante, sus lesiones no eran la principal preocupación, sino el desgaste físico, la deshidratación y mantenerse en los 54 kilos.
La medalla de plata obtenida por Piñango fue la única medalla ganada por la delegación de Venezuela en esos Juegos, la quinta en el historia olímpica su país y la tercera en boxeo. Antes sólo habían logrado preseas olímpicas los boxeadores Francisco "Morochito" Rodríguez (oro, México '68) y Pedro Gamarro (plata, Montreal '76); Arnoldo Devonish (bronce en salto triple, en Helsinki '52) y Enrico Forcella (bronce en tiro, en Roma '60).

## De Amateur a Profesional
Piñango se convirtió en profesional en el año 1981. Llegó a ganar el título de peso gallo de la AMB el 4 de junio de 1986, que retuvo hasta el 29 de marzo de 1987. Luego pasó a la categoría supergallo, obteniendo el título de la AMB el 27 de febrero de 1988 y reteniéndolo hasta el 28 de mayo de ese año. 
Disputó su último combate en la ciudad de Las Vegas, el 7 de abril de 1990. 

## Logros
- 1977
  - Medalla de Plata, Boxam de España
  - Medalla de Oro, Campeonato Centroamericano
- 1978
  - Venezuela, campeón de peso pluma Amateur
- 1980 
  - Medalla de Plata en los Juegos Olímpicos de Moscú
- 1986 
  - Campeón de peso gallo AMB
- 1988 
  - Super Campeón de peso gallo AMB

## Registro Profesional
| 23 Ganadas (15 KOs), 5 Derrotas,3 Empates |          |                     |                      |              |            |                          |                                                  |
| Res.                                      | Record   | Oponente            | Tipo                 | Rd. Tiempo   | Datos      | Localidad                | Nota                                             |
| D                                         | 23-5-3-1 | Troy Dorsey         | TKO                  | 8 (10), 0:34 | 07-04-1990 | Las Vegas, EE. UU.       |                                                  |
| G                                         | 23-4-3-1 | Tommy Valoy         | KO                   | 6,(10)       | 19-12-1989 | San Juan, Puerto Rico    |                                                  |
| D                                         | 22-4-3-1 | Job Walters         | UD                   | 10           | 10-11-1989 | Kingston, Jamaica        |                                                  |
| D                                         | 22-3-3-1 | Juan Jose Estrada   | UD                   | 12           | 28-05-1988 | Tijuana, México          | Pierde el título Mundial AMB del Peso supergallo |
| G                                         | 22-2-3-1 | Julio Gervacio      | SD(Decisión dividida | 12           | 27-02-1988 | San Juan, Puerto Rico    | Gana el título Mundial AMB del Peso supergallo   |
| E                                         | 21-2-3-1 | Farid Benredjeb     | Decisión             | 10           | 03-10-1987 | Gravelines, Francia      | Pelea sin título en juego                        |
| G                                         | 21-2-2-1 | Frankie Duarte      | UD                   | 15           | 03-02-1987 | Inglewood, EE. UU.       | Retiene el título Mundial AMB del Peso gallo     |
| G                                         | 20-2-2-1 | Simon Skosana       | KO                   | 15(15), 2:18 | 22-11-1986 | Johannesburgo, Sudáfrica | Retiene el título Mundial AMB del Peso gallo     |
| G                                         | 19-2-2-1 | Ciro De Leva        | TKO                  | 10(15), 2:59 | 04-10-1986 | Torino, Italia           | Retiene el título Mundial AMB del Peso gallo     |
| G                                         | 18-2-2-1 | Gaby Canizales      | UD                   | 15           | 04-06-1986 | East Rutherford, EE. UU. | Gana el título Mundial AMB del Peso gallo        |
| G                                         | 17-2-2-1 | Benito Badilla      | KO                   | 6 (10) ,2:06 | 01-03-1986 | Ciudad de Panamá, Panamá |                                                  |
| G                                         | 16-2-2-1 | Jose Meneses        | TKO                  | 5 (10) ,0:15 | 14-12-1985 | Ciudad de Panamá, Panamá |                                                  |
| G                                         | 15-2-2-1 | Jose Meneses        | KO                   | 5 (10)       | 19-07-1985 | Ciudad Colon, Panamá     |                                                  |
| G                                         | 14-2-2-1 | Milton Torres       | UD                   | 10           | 26-05-1984 | Guaynabo, Puerto Rico    |                                                  |
| D                                         | 13-2-2-1 | Jesus Flores        | UD                   | 10           | 12-03-1984 | Caracas, Venezuela       |                                                  |
| G                                         | 13-1-2-1 | Héctor Vásquez      | KO                   | 2,(10)       | 27-02-1984 | Caracas, Venezuela       |                                                  |
| G                                         | 12-1-2-1 | José María Sandoval | KO                   | 1,(10)       | 06-02-1984 | Caracas, Venezuela       |                                                  |
| G                                         | 11-1-2-1 | Raúl González       | UD                   | 10           | 17-10-1983 | Caracas, Venezuela       |                                                  |
| D                                         | 10-1-2-1 | Raúl González       | UD                   | 10           | 08-08-1983 | Caracas, Venezuela       |                                                  |
| G                                         | 10-0-2-1 | Jun Resma           | UD                   | 10           | 02-05-1983 | Caracas, Venezuela       |                                                  |
| G                                         | 9-0-2-1  | René Aroy           | KO                   | 5,(10)       | 11-04-1983 | Catia La Mar, Venezuela  |                                                  |
| G                                         | 8-0-2-1  | Orlando Silva       | KO                   | 2,(10)       | 07-03-1983 | Caracas, Venezuela       |                                                  |
| G                                         | 7-0-2-1  | Arnel Arrozal       | UD                   | 10           | 22-02-1983 | Valencia, Venezuela      |                                                  |
| G                                         | 6-0-2-1  | Tito Roque          | TKO                  | 5,(10)       | 08-11-1982 | Caracas, Venezuela       |                                                  |
| E                                         | 5-0-2-1  | Antonio Esparragoza | Decisión             | 10           | 04-10-1982 | Caracas, Venezuela       |                                                  |
| NC                                        | 5-0-1-1  | Jose Mosqueda       | NC(No disputado)     | 2,(8)        | 26-07-1982 | Cumana, Venezuela        |                                                  |
| G                                         | 5-0-1    | Jaime Guerrero      | TKO                  | 7,(8)        | 12-07-1982 | Porlamar, Venezuela      |                                                  |
| G                                         | 4-0-1    | William Gonzalez    | KO                   | 6            | 26-04-1982 | Caracas, Venezuela       |                                                  |
| G                                         | 3-0-1    | Angel Torres        | UD                   | 6            | 02-11-1981 | Caracas, Venezuela       |                                                  |
| G                                         | 2-0-1    | Nelson Rodríguez    | TKO                  | 1,(6)        | 12-10-1981 | Caracas, Venezuela       |                                                  |
| G                                         | 1-0-1    | Angel Torres        | TKO                  | 1,(6)        | 31-08-1981 | Caracas, Venezuela       |                                                  |
| E                                         | 0-0-1    | Angel Torres        | Decisión             | 6            | 01-08-1981 | Caracas, Venezuela       |                                                  |

| Predecesor: Gaby Canizales | Campeón Mundial Gallo de la AMB 04-06-1986 a 03-02-1997(Abandonado) | Sucesor: Takuya Muguruma |

| Predecesor: Julio Gervacio | Campeón Mundial Supergallo de la AMB 27-02-1988 a 28-05-1989 | Sucesor: Juan Jose Estrada |